# Краљевина Угарска
Краљевина Угарска (лат. Regnum Hungariae, мађ. Magyar Királyság), била је монархија у средњој Европи, која је постојала од средњег века до 20. века (1000—1918). Кнежевина Угарска се успоставила као хришћанска краљевина крунисањем првог краља Стефана I у Острогону око 1000. године; његова породица (династија Арпад), била је челу монархије 300 година. Од 12. века, краљевина постaје европска средња сила у Западном свету.
Током османске окупације средишњег и јужног подручја Угарске у 16. вијеку, земља је подељена на три дела: хабзбуршку Краљевину Угарску, османску Краљевину Угарску и полунезависну Кнежевину Трансилванију. Хабзбурзи су били на угарском престолу све од Мохачке битке до 1918. године и играли су кључну улогу у ратовима против Османског царства.
Од 1867. године територије повезане са угарском круном постале су део Аустроугарске под називом Земље круне Светог Стефана. Монархија је окончана збацивање с престола Карла IV 1918, када је Угарска постала република. Краљевство је номинално обновљено током „Намесништва” од 1920. до 1946, када је отпочела совјетска окупација.
Краљевина Угарска је била мултиетничка држава од свог оснивања до Тријанонског споразума и обухватала је подручје данашње Мађарске, Пољске, Словачке, Румуније, Србије и осталих држава са којим данас Мађарска дели државну границу. Од 1102. године укључивала је и Хрватску, која је била у персоналној унији са њом, уједињену под угарским краљем.

## Називи
У касном средњем веку латински термини лат. Natio Hungarica и лат. Hungarus су се односили на све племиће краљевства. Појам Хунгарус (Hungarus), лојалност и патриотизам изнад етничког порекла је постојао међу становницима угарске краљевине. Према Иштвану Вербецију (мађ. István Werbőczy), писцу Трипартитума, назив Нације хунгарика су носили само племићи, независно од националности, који су били поданици Свете Круне.
Латинско име лат. Regnum Hungariae/Vngarie, регнум — краљевина, или једноставно Угарска (Hungaria) је био облик који се користио као назив у историјским документима, говорима, писмима од самог почетка Угарске краљевине па све до 1840. године. Немачки назив  , се почео користити од 1849. године па све до 1860. Мађарски назив мађ. Magyar Királyság, се званично користио у четрдесетим годинама 19. века, па онда опет од од шездесетих година 19. века, па све до 1918. године.
Имена Краљевине Угарске на језицима народа:
- мађ. ,
- срп. ,
- хрв. ,
- пољ. ,
- рум. ,
- словен. ,
- чеш. ,
- словен. ,
- итал.  и
- укр. .

Мађарски назив Угарске краљевине (Magyar Királyság) користи се и за Краљевину Мађарску, која је постојала од 1920 до 1946. године. У српском језику се за краљевину која је постојала до 1918. године користи назив „Угарска“ (назив води порекло из латинског језика), док се за све друге облике мађарске државности после 1918. године користи назив „Мађарска“, који води порекло из мађарског језика.

## Званични језик
Званични језик на подручју Угарске био је латински, све до 1844. године. Мађарски језик постаје званичан између 1844. и 1849. и после од 1867. године.

## Историја Краљевине Угарске

### Средњовековна Угарска
Средњовековна угарска краљевина је територијално била већа од средњовековне Француске и била је једна од највећих краљевина средњовековне Европе, тачније друга, а са популацијом је била трећа европска земља по насељености.
Краљевина Угарска је заузимала просторе данашње Мађарске, данашње Словачке, па све до Трансилваније (Ердеља) у данашњој Румунији, Карпатске Рутеније, Војводине (данашње северне Србије), и још неке мање територије. Поред овога у коегзистенцији са централним угарским краљевством у персоналној унији су биле и Хрватска и Славонија, које Аустроугарском нагодбом улазе у састав угарског дела царства. Све ове територије заједно са Краљевином Угарском су носиле заједнички назив Земље круне Светог Стефана и то од 1102. до 1918. године.
Први владари угарског краљевства су били из династије Арпадовића. У раном 14. веку, ова династија је била замењена са Анжујском династијом, а касније са Јагелонцима и такође у разним периодима са нединастичким, ненаследним, владарима Жигмундом Луксембуршким и Матијом Корвином.
Становништво средњовековне Угарске било је етнички мешовито и укључивало је Мађаре, Словене, Кумане, Сасе, Секеље, Јасе, Влахе, итд. Мађари су у почетку чинили владајући слој угарског друштва, док су кметови били углавном Словени.

### Отоманска и Хабсбуршка власт
У Мохачкој бици 1526, угарска армија је поражена од стране снага Османског царства које је предводио Сулејман Величанствени. У епилогу те битке је погинуо тадашњи угарски краљ Лајош II, док је бежао пред непријатељем, по изворима, када је пао са коња и удавио се у реци Челе (Csele).
После пораза угарске војске на Мохачу, централна влада угарске краљевине је ослабила и оставила пуно недоумица око власти. Новонасталу ситуацију су многи желели да искористе и почеле су борбе око превласти и сфере утицаја. Већина угарских племића је изабрала Јована Запољу за новог владара 10. новембра 1526. године. Мањи део племића, под немачким утицајем, који су се налазили у северном делу тадашње краљевине је подржао Фердинанда I који је био представник Хабзбурговаца и Аустрије. Још за живота Лајоша II је био направљен споразум, у сврху стабилности и одбране краљевине од напасти са истока, да Хабзбурговци преузму власт ако Лајош II умре, а не остави наследника. То се управо и догодило. Фердинанд је изабран за краља северног дела краљевине у децембру 1526. године, и од овог времена аустријски хабзбуршки владари носе титулу Краља Угарске. Јован Запоља је 29. фебруара 1528. поред подршке које је имао у земљи, примио признање и подршку од султана Сулејмана Величанственог. Угарском краљевином de facto управљају Хабсбурговци и Турци.
Борба за превласт и сукоб се се још више заоштрили када је Фердинанд појачао своју борбу и хтео да обухвати што више тадашње угарске територије и стави под свој утицај.
Током 1529. године краљевина је била подељена између Хабзбуршке монархије и Османског царства. У овом периоду није било Османлија на некадашњим угарским територијама, осим у Срему. Битка код Будима 1541. године, нови пораз угарске војске, означила је нову поделу Угарске краљевине, која је подељена на три дела и та подела је трајала све до краја 17. века. Иако су се границе у овом периоду доста мењале, Угарска је била оквирно овако подељена:
- Хабзбуршка Угарска (Königliches Ungarn, „Краљевска Угарска") — територија Хабзбуршке монархије, у оквиру које је Угарска наставила да постоји као хабзбуршки посед (види чланак: Краљевина Угарска (1526-1867)). Ова територија је захватала просторе данашње Словачке, северозападни део данашње Централне прекодунавске регије и Западну прекодунавску регију у данашњој Мађарској, Бургенланд и западну Хрватску.
- Територија под директном управом Османског царства, у оквиру које су сви облици угарске државности уништени и замењени облицима османлијске локалне управе (види чланак: Мађарска под Османлијском управом). Ова територија је захватала просторе некадашње Угарске, који данас припадају Мађарској (укључујући Јужну прекодунавску регију), Хрватској, Србији (Војводина) и Румунији (Румунски Банат, итд).
- Трансилванија или Ердељ — посебна кнежевина под врховном влашћу Османског царства, која је обухватала преостале, источне, угарске територије. Ово подручје је било под контролом Јована Запоље који је постао турски полувазал и кога су контролисали султани.

После неуспеле инвазије Османског царства на Аустрију 1683. године, Хабсбурговци су кренули у офанзиву против Османлија. До краја 17. века успели су да истерају Османлије из дела некадашње Угарске који није био под њиховом влашћу: Отоманских покрајина у Панонској низији и Ердеља. После ове промене поново је уједињена територија некадашње краљевине Угарске, али под контролом страних владара — Хабзбурговаца. Границе ове уједињене Угарске су се такође разликовале у односу на оне из времена пре Отоманске инвазије, јер су неки делови некадашње Угарске сада били организовани као посебне административне јединице унутар Хабзбуршког царства (Ердељ, Банат, Војна граница, итд).
У 18. веку, Угарска добија свој парламент и конституцију, али чланови владиног савета (Helytartótanács) су и даље бирани од стране Хабзбуршке монархије, а такође и чланове економске управе је директно контролисао Беч.

### Аустроугарски период
Аустроугарском нагодбом из 1867. године Хабзбуршка монархија је постала дуална монархија састављена од Аустрије и Угарске и добила назив Аустроугарска. Ова два дела монархије су имали заједничког владара, војску и министарства финансија и спољних послова.
Са великом помпом 8. јуна 1867. Франц Јозеф је крунисан у Будиму круном Светог Стефана. Тиме је он престао да буде титуларни и постао актуелни краљ Угарске. Будим је постала његова резиденција као краља Угарске. Краљица Елизабета (Erzsébet királyné) је нарочито много времена проводила у Будиму са угарском аристократијом.
Аустроугарска економија се у овом периоду драматично мењала и раст је био драстичан у односу на остале Европске земље. Капиталистички начин привређивања је преовладао над феудалним и раширио се целом територијом монархије током педесетогодишњег постојања.
Истрошени и застарели средњовековни начин економије је полако нестајао и до раног почетка 20. века је потпуно нестао, тако да је економија целог царства почела да доживљава убрзани раст. Приход по глави становника је растао за 1,45% на годину, у периоду од 1870. до 1913. године. Поредећи са осталим економски најјачим државама тог доба Енглеска је, на пример, имала раст од (1,00%), Француска (1,06%), Немачка (1,51%).
Овај уговор је остао пуноважан све до распада монархије 1918. године, када се после Првог светског рата и пораза Централних сила, Угарска Краљевина распала, На централном подручју некадашње краљевине формирана је Мађарска Демократска Република, а остали делови бивше краљевине су припали националним државама немађарских народа, који су насељавали Угарску краљевину.
72% територије која је чинила Краљевину Угарску у Аустроугарској припало постојећим суседним земљама Аустрији и Румунији и новоформираним државама Чехословачкој и Краљевини Југославији. Новоформираној Пољској припао је Чарни Дунајец на Карпатима (део некадашње жупаније Арва), а град (жупанија) Фиуме (Ријека) припала је 1924. године Италији.
Нове границе су озваничене и ратификоване 1920. године Тријанонским споразумом, остављајући око 3,5 милиона етничких Мађара ван матице. Ово је било уређено у складу са споразумом познатим као 14 тачака америчког председника Вудроа Вилсона, и који, иако прихваћен, није био поштован у потпуности.
Последњи монарх Аустроугарске, Карло I, крунисан је 1916. у Будимпешти као Карло IV, краљ Угарске. Напустио је престо 13. новембра 1918. и отишао у Швајцарску.

## Становништво

### Попис1900.
Према попису из 1900. у Краљевини Угарској је живело 19.254.559 становника и то на на ужем подручју Угарске 16.838.255, а у Краљевини Хрватској и Славонији 2.416.304, а језички и верски састав становништва био је следећи:
| Краљевина Угарска (са краљ. Хрватском и Славонијом) | Краљевина Угарска (са краљ. Хрватском и Славонијом) |
| --- | --- |
| језик | вера |
| укупно: 19.254.559 Мађарски 8.742.301 (45,40%) Румунски 2.799.479 (14,53%) Немачки 2.135.181 (11,08%) Словачки 2.019.641 (10,48%) Хрватски 1.682.104 (8,73%) Српски 1.048.645 (5,44%) Русински 429.447 (2,23%) Словеначки 98.941 (0,51%) Буњевачки, Шокачки 87.278 (0,45%) Чешки и Моравски 67.113 (0,34%) Цигански 61.658 (0,32%) Италијански 27.482 (0,14%) Пољски 26.834 (0,13%) Бугарски, Крашовански 21.698 (0,11%) Бошњачки 774 (0,00%) Јерменски 277 (0,00%) остали 4.989 (0,02%) непознато 717 (0,00%) | укупно: 19.254.559 Римокат. 9.919.913 (51,51%) Правосл. 2.815.713 (14,62%) Калвин. 2.441.142 (12,67%) Гркокат. 1.854.143 (9,62%) Лутерани 1.288.942 (6,69%) Јевреји 851.378 (4,42%) Унитаристи 68.568 (0,35%) остали 13.213 (0,06%) непознато 1.547 (0,00%) |

Напомена: Не мешати Унитаристе (припаднике Унитаристичке цркве) са Унијатима (припадницима Источних или Гркокатоличких цркава). Такође не мешати особе које су изјасниле Бошњачки језик за матерњи (римокатолици из унутрашњости Угарске) са данашњим босанским Муслиманима-Бошњацима, одн. Босанским (Бошњачким) језиком у модерном смислу. У ову групу која се најближе може сврстати уз говорнике Буњевачког и Шокачког спада и мали број особа које су за матерњи језик изјасниле Далматински и Илирски. Сви наведени из групе ових "неопредељених јужнословенских говорника" постоје само на Угарском попису, док их попис у Хрватској и Славонији не препознаје одн. укључује их у говорнике Хрватског или Српског језика, како се он на тамошњем попису службено назива. На угарском попису 1900.-те године Румунски језик се још увек назива Влашки (Oláh), а Словеначки језик се још увек назива Виндски (Vend), што ће се променити већ на следећем попису 1910. године. Такође, још увек нема Украјинске нације, па се ова група заједно са карпатским и панонским Русинима скупно сврстава у говорнике Русинског језика. У особе осталих вероисповести (13.213) спадају остале хришћанске деноминације угл. Англиканци (346), нехришћанске деноминације угл. Муслимани (499), као и особе које припадају мањим верским заједницама или сектама: Назарени (7.689) и Баптисти (2.292), осталих је 2.387.

### Политичко наслеђе
После распада Угарске, у новембру 1918. године формирана је Мађарска Демократска Република, коју је 1919. године заменила Мађарска Совјетска Република, на коју је извршена савезничка инвазија. После тога, у Мађарској долази на власт нови режим који поново проглашава краљевину 1920. године, али је ово била само формална краљевина без краља и постојала је до 1946. године, када је створена Народна Република Мађарска.

## Територије и регије
Краљевина Угарска је током историје често мењала своје границе. Основни облик локалне администрације чиниле су жупаније, док су током средњег века на рубу државе биле организоване и бановине.
У периоду Аустроугарске, у саставу Краљевине Угарске се налазила аутономна Краљевина Хрватска и Славонија. За одређене делове Краљевине Угарске су се понекад користили и географски називи као што су Ердељ (Трансилванија), Горња Угарска, итд.
у једном делу српске и мађарске историографске литературе и наставе историје се за просторе на југу Краљевине Угарске употребљава назив „јужна Угарска". Овај назив, међутим, никада није био прецизно дефинисан, него је у различитим периодима употребљаван као географска ознака за различита подручја. Првобитно је коришћен као ознака за било које подручје на јужним границама Краљевине Угарске. За период хабзбуршке управе, овај појам се користи као ознака за простор „јужно од Печуја, Сегедина и Арада". У 19. веку, термин се обично односио на Бачку и Банат, иако је у мађарској литератури Бачка некада радије посматрана као део Алфелда. Назив „јужна Угарска" није означавао јасан географски, историјски или политички ентитет, нити је у историји некада постојала административна територија са оваквим називом. На простору који је означаван „јужном Угарском" су у знатном броју живели Срби, који су током 18. и 19. века уживали своје привилегије, а на том простору је 1849. године основано и Војводство Србија и Тамишки Банат, које је административно издвојено из састава Угарске.

## Историјска запажања
У данашњој Мађарској се Краљевина Угарска схвата као држава која је била дугачка етапа у развоју и формирању данашње мађарске државе. Ово се огледа у данашњим националним симболима, државним празницима, језику и главном граду који је задржао свој стари изглед.
У мађарском језику се за обе ове државе (Краљевину Угарску и Републику Мађарску) користи назив "Magyarország", из чега је изведен и савремени српски назив „Мађарска“, а данашњи мађарски политичари потенцирају континуитет мађарске државности. Хиљадугодишњица постојања државе је обележена 2000. године и озваничена Миленијумским актом 2000.
Са друге стране, критичари тезе о континуитету тврде да је Краљевина Угарска била мултиетничка држава, чега је веома мало остало, било територијално или демографски, у данашњој Мађарској. Ово се такође потврђује и рефлектује преко различитих назива за Краљевину Угарску и данашњу Мађарску у језицима којима говоре некадашњи становници земаља угарске круне (српски, хрватски, словачки, словеначки, итд.).

## Галерија
- Мапа Краљевине Угарске из 11. века
- Мапа Краљевине Угарске из 13. века
- Мапа Краљевине Угарске из 1490. године
- Мапа Краљевине Угарске из 1572. године
- Мапа Краљевине Угарске из 1683. године
- Мапа Краљевине Угарске из 1850. године
- Мапа земаља Круне Светог Стефана из 1882
- Мапа Краљевине Угарске из 1914, светлозелена боја на мапи
- Предлог кантонизоване Угарске, у време њеног распада 1918. године